# Lambda2 Phoenicis
Lambda2 Phoenicis (λ2 Phoenicis) é uma estrela na constelação de Phoenix. Possui uma magnitude aparente visual de 5,51, sendo visível a olho nu em boas condições de visualização. Com base em medições de paralaxe pela sonda Gaia, está localizada a uma distância de 115 anos-luz (35 parsecs) da Terra.
Esta é uma estrela de classe F da sequência principal com um tipo espectral de F5V+, em que a notação 'V+' indica que é um pouco mais luminosa que uma estrela típica da sequência principal. Modelos evolucionários estimam uma massa aproximadamente 30% maior que a massa solar e uma idade mais provável de 2,5 a 3 bilhões de anos. Com um raio equivalente ao dobro do raio solar, a estrela está brilhando com 6,4 vezes a luminosidade solar e tem uma temperatura efetiva de aproximadamente 6 500 K. Sua metalicidade é incerta, já tendo sido estimada como um pouco menor que a solar, ou um pouco maior. Esta estrela é cromosfericamente ativa e apresenta uma rápida velocidade de rotação projetada de 18 km/s.
O segundo lançamento de dados da sonda Gaia lista uma estrela a uma separação de 11,8 segundos de arco que possui praticamente o mesmo movimento próprio e paralaxe que λ2 Phoenicis, indicando que formam um sistema binário. Essa estrela tem uma magnitude aparente de 16,2 (magnitude G) e possui uma temperatura efetiva estimada de 4 000 K.